# Torttjärnet (Stavnäs socken, Värmland)
Torttjärnet är en sjö i Arvika kommun i Värmland och ingår i Göta älvs huvudavrinningsområde.